# آاگ واگنر اوله
آاگ واگنر اوله (به انگلیسی: AEG_Wagner_Eule) یک هواگرد ملخ‌پیشین تک‌موتوره است. هواگرد آاگ واگنر اوله نخستین پروازش را در ۱۹۱۵ میلادی انجام داد. در مجموع، تعداد ۲ فروند از این هواگرد ساخته شده‌است.
طراح این هواگرد، Ing Wagner بود.